# IRL Miami 300 2007
XM Satellite Radio Indy 300 zahájil sezonu 2007 zámořské automobilové série vypsané pro formulové vozy IRL – (Indy Racing League). Na startu se sešlo celkem 20 pilotů, z toho dvě ženy, Sarah Fisher a Danica Patrick. Na piloty čekalo celkem 300 mil, což představovalo 200 okruhů.

## Výsledky
| Pozice | Jezdec            | Tým                        | Čas               |
| ------ | ----------------- | -------------------------- | ----------------- |
| 1      | Dan Wheldon       | Target Chip Ganassi Racing | 1:48:06,8893      |
| 2      | Scott Dixon       | Target Chip Ganassi Racing | 200 kol           |
| 3      | Sam Hornish Jr.   | Marlboro Team Penske       | 200 kol           |
| 4      | Vitor Meira       | Panther Racing             | 200 kol           |
| 5      | Tony Kanaan       | Andretti Green Racing      | 200 kol           |
| 6      | Ed Carpenter      | Vision Racing              | 199 kol           |
| 7      | Dario Franchitti  | Andretti Green Racing      | 199 kol           |
| 8      | Tomas Scheckter   | Vision Racing              | 199 kol           |
| 9      | Helio Castroneves | Marlboro Team Penske       | 199 kol           |
| 10     | Buddy Rice        | Dreyer & Reinbold Racing   | 199 kol           |
| 11     | Sarah Fisher      | Dreyer & Reinbold Racing   | 195 kol           |
| 12     | Scott Sharp       | Rahal Letterman Racing     | 194 kol           |
| Kolo   | Odstoupili        | -                          | -                 |
| 158    | Darren Manning    | A.J. Foyt Enterprises      | Mechanická závada |
| 154    | Danica Patrick    | Andretti Green Racing      | Kolize            |
| 119    | Marty Roth        | Roth Racing                | -                 |
| 92     | Kosuke Matsuura   | Super Aguri Panther Racing | Kolize            |
| 90     | Jeff Simmons      | Rahal Letterman Racing     | Kolize            |
| 90     | A.J. Foyt IV      | Vision Racing              | Kolize            |
| 86     | Alex Barron       | Beck Motorsport            | -                 |
| 53     | Marco Andretti    | Andretti Green Racing      | Kolize            |

### Nejrychlejší kolo
Dan Wheldon-Target Chip Ganassi Racing- 24.9303

### Vedení v závodě
- 1.-51. kolo Dan Wheldon
- 52.- 54. kolo Tony Kanaan
- 55.-57. kolo Kosuke Matsuura
- 58.-104. kolo Dan Wheldon
- 105.-119. kolo Scott Dixon
- 120.-200. kolo Dan Wheldon

### Postavení na startu
Dan Wheldon-Target Chip Ganassi Racing- 24.9438
| 1. řada  | 1                          | 2                          |
|          | Dan WHELDON                | Sam HORNISH JR.            |
|          | Target Chip Ganassi Racing | Marlboro Team Penske       |
|          | 24.9438                    | 24.9466                    |
| 2. řada  | 3                          | 4                          |
|          | Dario FRANCHITTI           | Tony KANAAN                |
|          | Andretti Green Racing      | Andretti Green Racing      |
|          | 25.0147                    | 25.0429                    |
| 3. řada  | 5                          | 6                          |
|          | Marco ANDRETTI             | Scott DIXON                |
|          | Andretti Green Racing      | Target Chip Ganassi Racing |
|          | 25.1276                    | 25.1301                    |
| 4. řada  | 7                          | 8                          |
|          | Scott SHARP                | Helio CASTRONEVES          |
|          | Rahal Letterman Racing     | Marlboro Team Penske       |
|          | 25.1431                    | 25.1459                    |
| 5. řada  | 9                          | 10                         |
|          | Sarah FISHER               | A.J. FOYT IV               |
|          | Dreyer & Reinbold Racing   | Vision Racing              |
|          | 25.1575                    | 25.2160                    |
| 6. řada  | 11                         | 12                         |
|          | Vitor MEIRA                | Tomas SCHECKTER            |
|          | Panther Racing             | Dreyer & Reinbold Racing   |
|          | 25.2443                    | 25.2651                    |
| 7. řada  | 13                         | 14                         |
|          | Buddy RICE                 | Danica PATRICK             |
|          | Dreyer & Reinbold Racing   | Andretti Green Racing      |
|          | 25.2707                    | 25.2848                    |
| 8. řada  | 15                         | 16                         |
|          | Ed CARPENTER               | Jeff SIMMONS               |
|          | Vision Racing              | Rahal Letterman Racing     |
|          | 25.2975                    | 25.3240                    |
| 9. řada  | 17                         | 18                         |
|          | Darren MANNING             | Kosuke MATSUURA            |
|          | A.J. Foyt Enterprises      | Super Aguri Panther Racing |
|          | 25.4298                    | 25.4355                    |
| 10. řada | 19                         | 20                         |
|          | Marty ROTH                 | Alex BARRON                |
|          | Roth Racing                | Beck Motorsport            |
|          | 25.5182                    | 25.7473                    |
| -------- | -------------------------- | -------------------------- |